# V367 Андромеды
V367 Андромеды (лат. V367 Andromedae), HD 11224 — двойная звезда в созвездии Андромеды на расстоянии приблизительно 1433 световых лет (около 439 парсеков) от Солнца. Видимая звёздная величина звезды — от +7,45m до +7,11m.

## Характеристики
Первый компонент — красный гигант, пульсирующая полуправильная переменная звезда типа SRS (SRS:) спектрального класса M4, или M3, или M5, или M6, или Mb. Масса — около 1,475 солнечной, радиус — около 155,587 солнечных, светимость — около 1285,094 солнечных. Эффективная температура — около 3510 K.
Второй компонент — коричневый карлик. Масса — около 29,7 юпитерианских. Удалён на 1,702 а.е..